# Кириллова Анастасія Сергіївна
Анастасія Сергіївна Кириллова (20 лютого 1996 ) — білоруська лижниця. Учасниця зимових Олімпійських ігор 2018.

## Результати за кар'єру
Усі результати наведено за даними Міжнародної федерації лижного спорту.

### Олімпійські ігри
| Рік  | Вік | 10 км індивідуальні пер. | 15 км скіатлон | 30 км мас-старт | Спринт | 4 × 5 км естафета | Командна першість спринт |
| ---- | --- | ------------------------ | -------------- | --------------- | ------ | ----------------- | ------------------------ |
| 2018 | 22  | —                        | —              | —               | 40     | 14                | —                        |

### Чемпіонати світу
| Рік  | Вік | 10 км індивідуальні пер. | 15 км скіатлон | 30 км мас-старт | Спринт | 4 × 5 км естафета | Командна першість спринт |
| ---- | --- | ------------------------ | -------------- | --------------- | ------ | ----------------- | ------------------------ |
| 2019 | 23  | 61                       | —              | —               | 42     | —                 | 9                        |
| 2021 | 25  | —                        | —              | —               | 18     | —                 | —                        |

### Кубки світу

#### Підсумкові місця в Кубку світу за роками
| Сезон | Вік | Місце в дисципліні | Місце в дисципліні | Місце в дисципліні | Місце в дисципліні | Місце в Скі Тур | Місце в Скі Тур | Місце в Скі Тур | Місце в Скі Тур   | Місце в Скі Тур |
| Сезон | Вік | Загалом            | Дистанція          | Спринт             | Ю-23               | Nordic Opening  | Тур де Скі      | Скі Тур 2020    | Фінал Кубка світу | Скі Тур Канада  |
| ----- | --- | ------------------ | ------------------ | ------------------ | ------------------ | --------------- | --------------- | --------------- | ----------------- | --------------- |
| 2016  | 20  | 87                 | НК                 | 53                 | 22                 | НФ              | —               | Н/Д             | Н/Д               | —               |
| 2017  | 21  | 111                | —                  | 84                 | 25                 | —               | —               | Н/Д             | —                 | Н/Д             |
| 2018  | 22  | 92                 | НК                 | 63                 | 14                 | НФ              | НФ              | Н/Д             | —                 | Н/Д             |
| 2019  | 23  | 114                | —                  | 78                 | 29                 | —               | —               | Н/Д             | —                 | Н/Д             |
| 2020  | 24  | НК                 | —                  | НК                 | Н/Д                | НФ              | —               | —               | Н/Д               | Н/Д             |
| 2021  | 25  | 114                | НК                 | 78                 | Н/Д                | —               | —               | Н/Д             | Н/Д               | Н/Д             |